# Мальці (Миргородський район)
Ма́льці — село в Україні, у Миргородській міській громаді Миргородського району Полтавської області. Населення становить 284 осіб. Колишній орган місцевого самоврядування — Слобідська сільська рада.

## Географія
Село Мальці знаходиться на правому березі річки Сага, яка через 3 км впадає в річку Хорол. На відстані 1 км розташоване село Слобідка.

## Відомі люди
У селі народився Рубан Андрій Фролович (нар.1911 — † 2007) — Герой Радянського Союзу.

## Економіка
- Молочно-товарна ферма (зруйнована).

## Об'єкти соціальної сфери
- Школа.
- Клуб.

## Пам'ятки

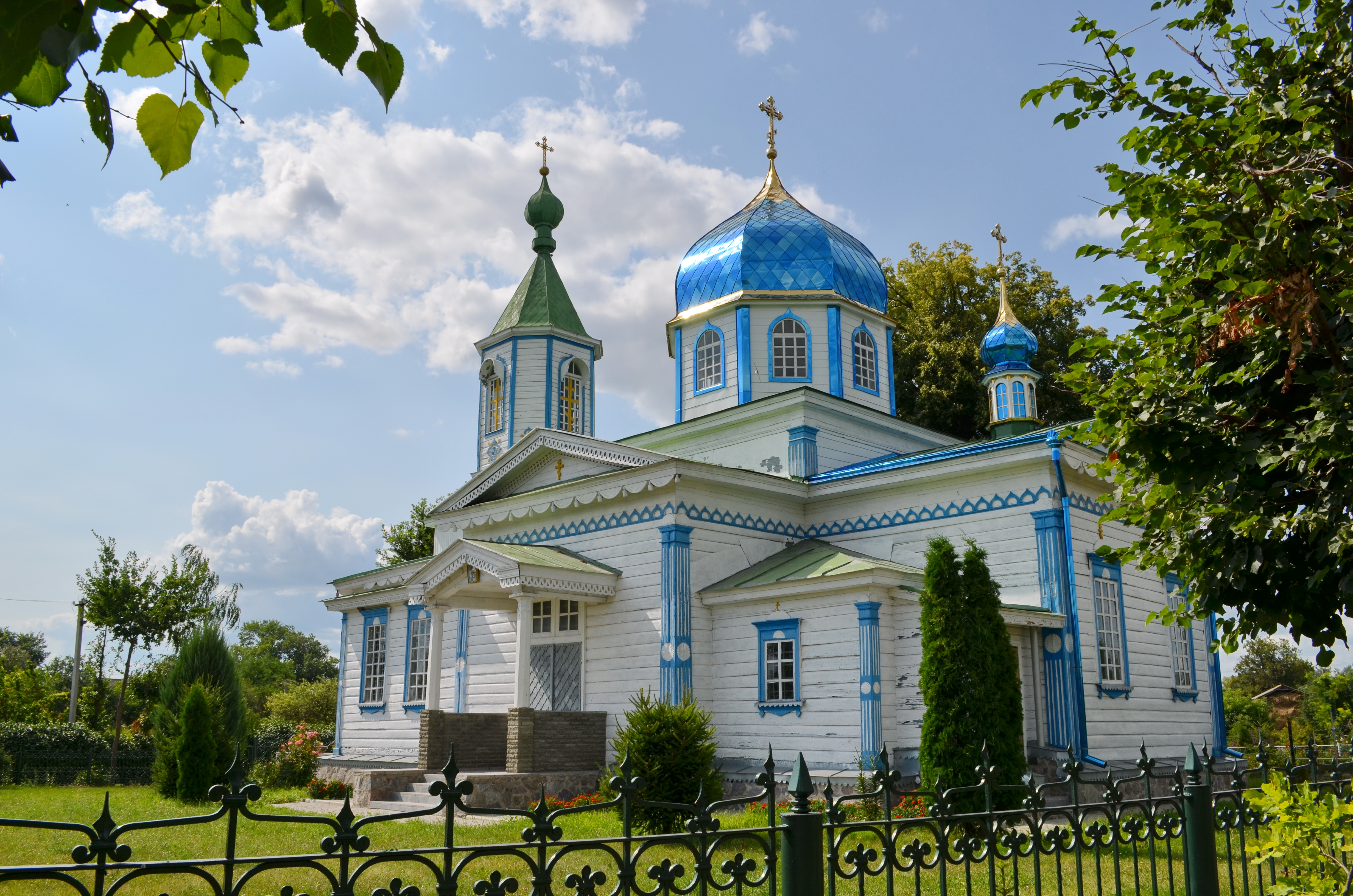
Покровська церква. 1876р.